# Polystachya excelsa
Espèce
Polystachya excelsa est une espèce de plantes épiphytes de la famille des Orchidaceae et du genre Polystachya, selon la classification phylogénétique. 

## Description
Elle est une plante endémique du Cameroun.